# Ганеев, Мулланур Фахразиевич
Муллану́р Фахрази́евич Гане́ев (21 декабря 1951 — 18 июля 2005) — российский политический деятель. Депутат Государственной Думы второго созыва (1995—1999), председатель Комиссии по анализу итогов приватизации в 1992—1996 годах и ответственности должностных лиц за её негативные последствия. Член фракции КПРФ.

## Биография
В 1969—1970 годах работал слесарем. В 1975 году окончил юридический факультет Казанского государственного университета, в 1982 году — аспирантуру Института экономики Академии наук СССР.
В 1995 году избран депутатом Государственной Думы второго созыва. В Госдуме вошёл во фракцию КПРФ. Был членом Комитета по собственности, приватизации и хозяйственной деятельности. Возглавлял Комиссию по анализу итогов приватизации в 1992—1996 годах и об ответственности должностных лиц за её негативные результаты. Комиссия в составе четырнадцати человек была образована в январе 1996 года, начала свою работу в апреле 1996 года. 11 июня 1997 года в принятом постановлении Госдума осудила приватизацию.
Доктор экономических наук, профессор. Автор более 30 научных трудов, в том числе 5 монографий. Работал заведующим кафедрой Набережночелнинского государственного педагогического института, ректором Камского института.